# Katalin Gennburg

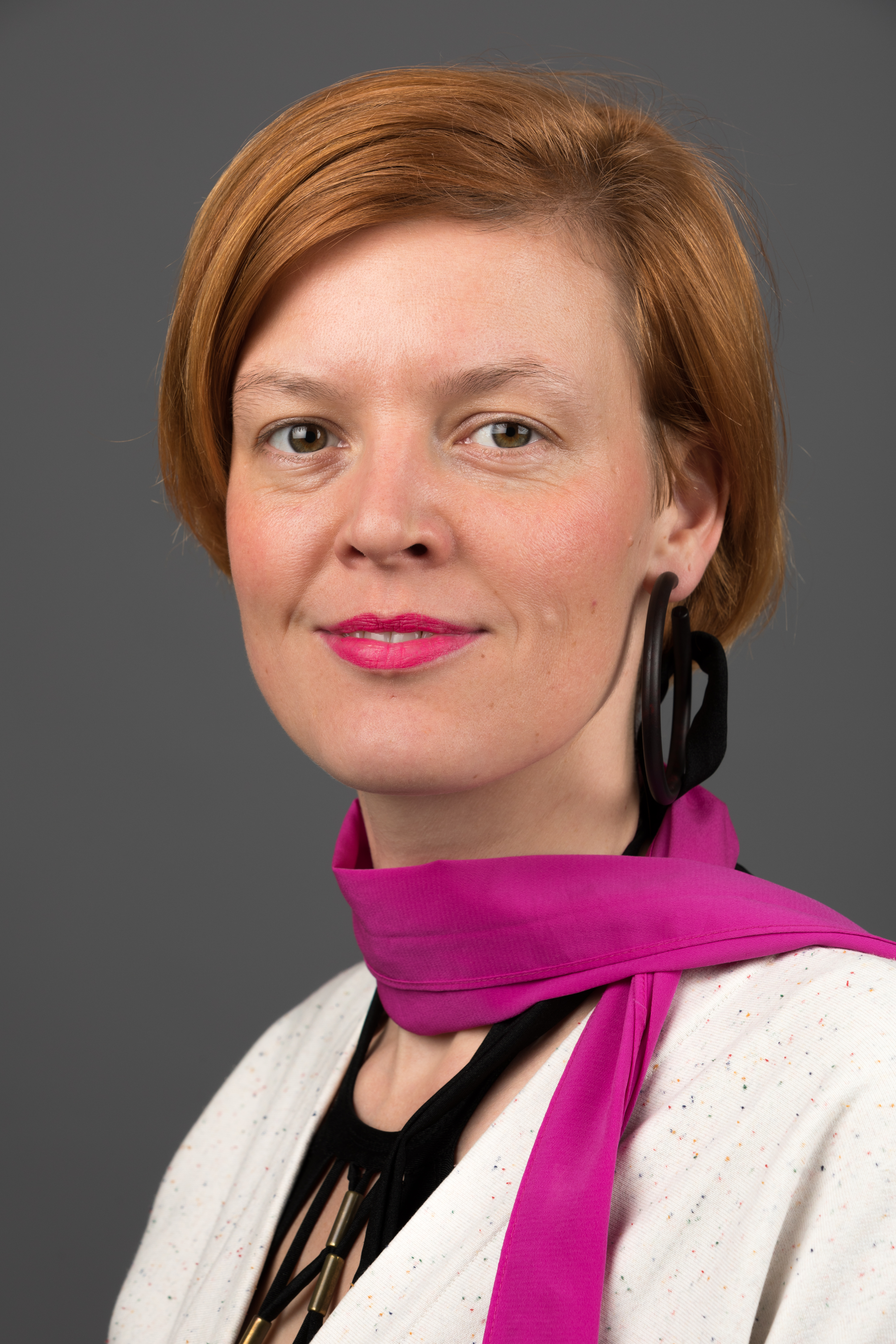
Katalin Gennburg (2017)

Katalin Gennburg (* 5. März 1984 in Weißenfels, DDR) ist eine deutsche Politikerin (Die Linke). Sie ist seit 2025 Mitglied des Deutschen Bundestags; zuvor war sie von 2016 bis 2025 Mitglied des Abgeordnetenhauses von Berlin.

## Biografie
Katalin Gennburg studierte an der Technischen Universität Berlin mit Abschlüssen als Bachelor in Kultur und Technik (2010) und Master in Historischer Urbanistik (2014). Sie hat eine Tochter.

## Politischer Werdegang

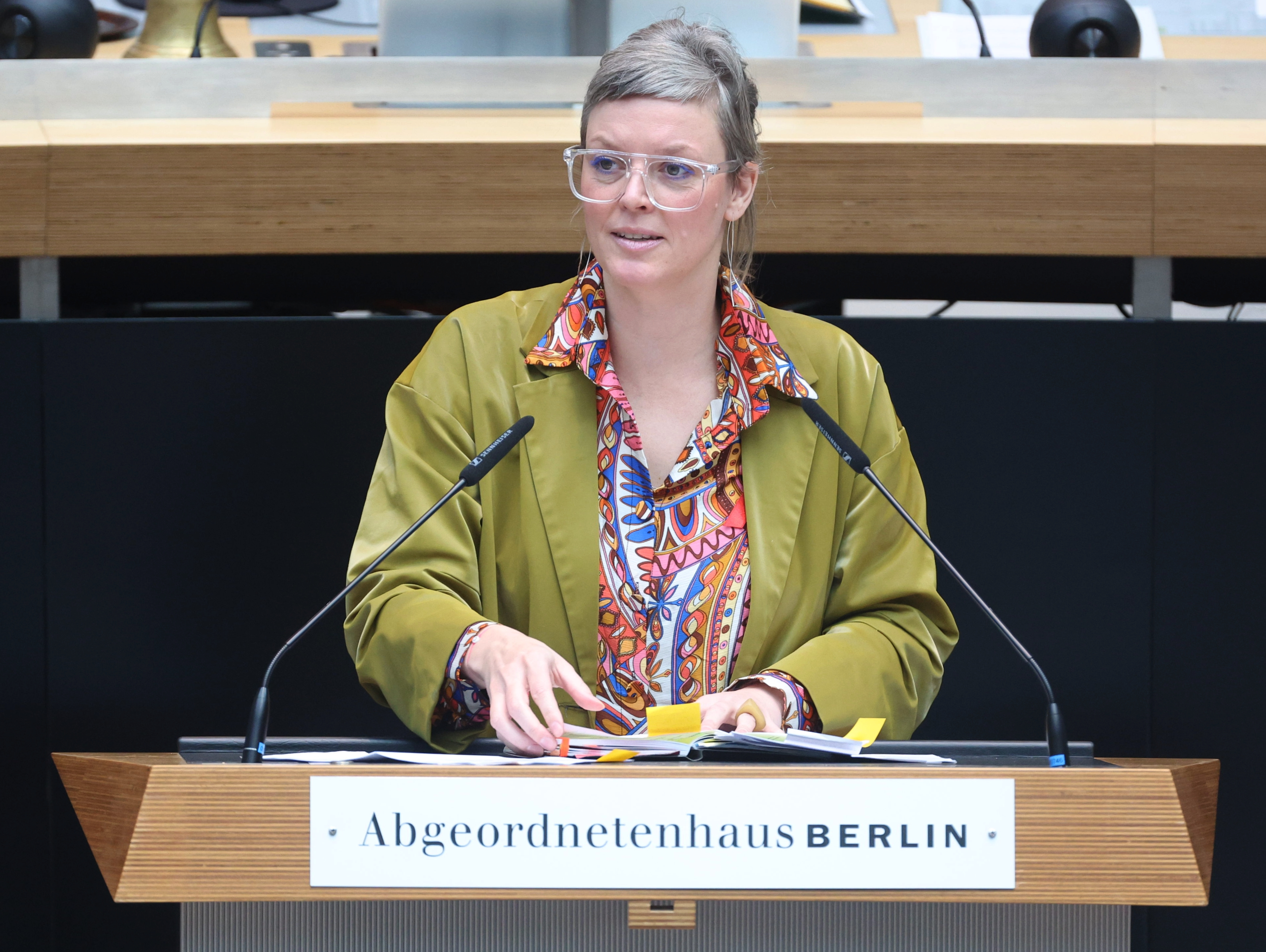
Katalin Gennburg im Abgeordnetenhaus von Berlin (2024)

### Partei "Die Linke"
Gennburg war von 2007 bis 2008 Bundessprecherin der Linksjugend solid. Sie war von 2016 bis 2021 Mitglied des Bundesvorstandes der Partei Die Linke. Seit 2023 ist sie stellvertretende Landesvorsitzende der Berliner Linkspartei.

### Abgeordnetenhaus von Berlin
Bei der Wahl zum Abgeordnetenhaus von Berlin 2016 wurde Gennburg im Wahlkreis Treptow-Köpenick 1 direkt gewählt und 2021 im selben Wahlkreis durch Direktwahl wiedergewählt. Bei der Wiederholungswahl 2023 verteidigte sie ihr Direktmandat. In der Fraktion Die Linke Berlin war Gennburg Sprecherin für Stadtentwicklungspolitik; sie galt als Vertreterin eines radikalen Kurses in ihrer Fraktion.

### Deutscher Bundestag
Zur Bundestagswahl 2025 bewarb sich Gennburg auf das Direktmandat im Bundestagswahlkreis Berlin-Marzahn – Hellersdorf. Sie zog über die Berliner Landesliste in den 21. Deutschen Bundestag ein und legte infolgedessen ihr Mandat zum Abgeordnetenhaus nieder. für sie rückte Michael Efler nach.
Gennburg ist im 21. Deutschen Bundestag Obfrau im Ausschuss für Tourismus, zusätzlich ordentliches Mitglied im Ausschuss für Wohnen, Stadtentwicklung, Bauwesen und Kommunen sowie stellvertretendes Mitglied im Ausschuss für Umwelt, Klimaschutz, Naturschutz und nukleare Sicherheit. Sie ist außerdem Sprecherin für Bauen, Sprecherin für Stadtentwicklung und Sprecherin für Tourismus der Fraktion Die Linke im Bundestag.

## Positionen und Kontroversen
Gennburg sieht Hausbesetzungen als legitimes Mittel zum Zweck der Wohnraumbeschaffung an. Zu einer Kontroverse innerhalb der rot-rot-grünen Koalition kam es, als Gennburg bei einer Sitzung im Abgeordnetenhaus einen Sticker der Linksjugend solid Berlin mit der Aufschrift „Giffey? Nein Danke!“ verwendete.
Im Zuge der Diskussion um die ungewisse Zukunft der Innenstädte und herkömmlicher Warenhäuser als Folge von Online-Handel und Covid-19-Pandemie tritt Gennburg für die Umnutzung von Einkaufszentren zu „Sorgezentren“ ein, die neben kleinteiligeren Fachgeschäften auch Bedarfe der Nachbarschaftshilfe, öffentlichen Gesundheit, Reparatur und Care-Arbeit abdecken sollen.